# استودیو پاپ
استودیو پاپ یک استودیو ضبط ایرانی است که در سال ۱۳۴۹ توسط الکسان پادماگریان ساخته شد.

## تاریخچه
الکسان پادماگریان، یک دندان‌پزشک بود که به دلیل علاقه زیاد به موسیقی استودیو پاپ را در سال ۱۳۴۹ با هزینه شخصی در تهران تأسیس کرد. در آغاز فعالیت، استودیو پاپ هم مانند استودیوهای دیگر از تجهیزات ابتدایی جهت ضبط صدا استفاده می‌کرد. در استودیوهای ضبط آن زمان، فقط امکان استفاده از دو کانال ورودی برای کلیه نوازندگان و خوانندگان وجود داشت بنابراین در هنگام ضبط، همه ارکستر و خوانندگان باهم اجرا می‌کردند. استودیوها محدود بودند به یک دستگاه ضبط و پخش ریل دو کانال (۲تراک) و یک میکسر. در آن زمان تعداد استودیوهای ایران بسیار کم و انگشت‌شمار بود.
در سال ۱۳۵۰ با سرمایه‌گذاری مشترک و راهنمایی‌های ویگن داوودی که از صدابرداران با سابقه و شناخته شده ایران بود، اولین دستگاه ضبط موسیقی مولتی تراک با ۸ کانال ورودی آنالوگ از کشور سوئیس خریداری شد. به همراه این دستگاه، تجهیزات دیگری نیز وارد شد که مهم‌ترین آنان عبارت بودند از: آکوستیک مدرن، سیستم اکوی ای ام تی (EMT) و لیمیتر کمپرسور (Limiter Compressor). این وسایل، از پیشرفته‌ترین تجهیزات ضبط صدا در آن زمان به‌شمار می‌آمدند. پس از آن ضبط حرفه‌ای موسیقی با صدابرداری ویگن داوودی در استودیو پاپ آغاز شد.
ویگن داوودی تا سال ۱۳۵۴ همکاری خود را با این استودیو ادامه داد. پس از او محسن کلهر، کار صدابرداری خود را در استودیو پاپ آغاز کرد. محسن کلهر پیش از شروع همکاری با این استودیو، از سال ۱۳۳۷ صدابردار موسیقی و دوبلاژ بود. او به عنوان صدابردار، همکاری خود را با صدا و سیما از سال ۱۳۴۸ آغاز کرده بود. محسن کلهر پس از سال‌ها فعالیت هنری و ضبط آثار موسیقی ایران، در سال ۱۳۷۹ در تهران درگذشت.
ناصر فرهودی و رحیم ناحی، که هر دو از دانش‌آموختگان دانشگاه صدا و سیما بودند، در سال ۱۳۵۵ به دعوت محسن کلهر همکاری خود را با عنوان صدابردار با این استودیو آغاز کردند. پس از درگذشت محسن کلهر، ناصر فرهودی مدیریت استودیو را به عهده گرفت که تا روز درگذشتش ۱۳ مرداد ۱۳۹۶، این مسئولیت را بر عهده داشت.
حمیدرضا آداب، کامبیز شاهین‌مقدم، میلاد فرهودی و امید اصغری از جمله صدابردارانی هستند که در سال‌های بعد در کنار ناصر فرهودی به ضبط آثار موسیقی در این استودیو ادامه دادند. با ورود سیستم‌ها و تجهیزات دیجیتالِ ضبط موسیقی و صدا، استودیو پاپ نیز از این امکانات بهره برد.

## آثار ضبط شده
در استودیو پاپ آثار موسیقی بسیاری ضبط شده‌است که از آن میان به موارد زیر می‌توان اشاره نمود:
- تا سال ۱۳۵۷ آثار خوانندگانی نظیرِ:

فرهاد مهراد، داریوش، گوگوش، ابی، هایده، مهستی، فرامرز اصلانی، ستار، حمیرا، مازیار، مرتضی، نوش آفرین، شهره صولتی، لیلا فروهر، حسن شماعی زاده، فرزین، شهرام شب‌پره، نلی، بتی، پوران، گلپایگانی، ایرج و …
و آثار آهنگسازانی همچون: واروژان، محمد اوشال، اسفندیار منفردزاده، فرید زلاند، بابک بیات، منوچهر چشم آذر، ناصر چشم‌آذر، آندرانیک، پرویز مقصدی، صادق نوجوکی، جهانبخش پازوکی و …
- پس از انقلاب ۱۳۵۷:
تمامی آثار موسیقی ترانه و فیلم بابک بیات
بیشتر آثار موسیقی فیلم مجید انتظامی
- آلبوم‌های مختلف موسیقی همچون:
فاصله با صدای محمد اصفهانی
شب سربی با صدای نیما مسیحا
دو نیمه رؤیا با صدای حمیدرضا حامی
مسافر و دهاتی با صدای شادمهر عقیلی
تموم شد ترانه با صدای مانی رهنما